# Paweł Gil (hokeista)
Paweł Gil (ur. 4 lutego 1972) – polski hokeista, trener hokejowy.

## Kariera
- Podhale Nowy Targ (wychowanek)
- GKS Katowice (1994-1995)
- Naprzód Janów (1995-1996)
- Podhale Nowy Targ (1996-1997)
- Cracovia (1998-2000)[1]
- Podhale Nowy Targ (2000-2002)

Wychowanek Podhala Nowy Targ. W barwach reprezentacji Polski do lat 18 uczestniczył w turniejach mistrzostw Europy juniorów w 1990 (Grupa A). W barwach reprezentacji Polski do lat 20 uczestniczył w turnieju mistrzostw świata juniorów do lat 20 w 1992 (Grupa B)
Został zawodnikiem TS Old Boys Podhale, w 2014 zdobył z drużyną złoty medal mistrzostw Polski oldbojów.
Został trenerem w klubie MMKS Podhale Nowy Targ.

## Sukcesy
Klubowe
- Brązowy medal mistrzostw Polski: 1995 z GKS Katowice
- Złoty medal mistrzostw Polski: 1997 z Podhalem Nowy Targ